# Isolobaliteit
Het concept van isolobaliteit werd in 1976 door Roald Hoffmann in de organometaalchemie geïntroduceerd om (delen van) moleculen te kunnen identificeren met op orbitaalniveau gelijkaardige eigenschappen. Het woord is opgebouwd uit het Griekse isos (gelijk) en lobos, wat verwijst naar de picturale voorstelling (loben) van een orbitaal.

## Principe
Twee deeltjes worden isolobaal genoemd als ze beschikken over
- vergelijkbare HOMO/LUMO-orbitalen
- vergelijkbare energie
- vergelijkbare ruimtelijke uitgebreidheid
- gelijke bezettingsgraad

Een paar van isolobale structuren wordt naast elkaar getekend met een tweepuntige pijl waaronder een half p-orbitaal staat.
De beschrijving lijkt daarmee op die van iso-elektronisch, maar er is een verschil.

## Voorbeelden

### Methylradicaal en mangaanpentacarbonyl
Het methyl-radicaal is isolobaal met mangaanpentacarbonyl, want beiden beschikken over een ongepaard elektron in een gehybridiseerd orbitaal dat loodrecht staat op het vlak van de rest van de atomen en orbitalen in het deeltje (de deeltjes zijn dus niet iso-elektronisch). De overeenkomst uit zich in de reacties die de deeltjes aangaan: het methylradicaal dimeriseert tot ethaan, mangaanpentacarbonyl dimeriseert tot dimangaandecacarbonyl en beide radicalen kunnen zelfs met elkaar reageren, waarbij methylmangaanpentacarbonyl ontstaat.

### Carbeen en ijzertetracarbonyl
Op gelijke wijze als het vorige voorbeeld is ijzertetracarbonyl isolobaal met een carbeen. Beiden beschikken over twee elektronen in twee gehybridiseerde orbitalen. Methyleen (of diwaterstofcarbeen) dimeriseert tot etheen, en carbeen en ijzertetracarbonyl reageren met elkaar tot een ijzer-carbeencomplex.